# Unité 731
L'Unité 731 (731部隊, Nana-san-ichi butai), créée entre 1932 et 1933 par mandat impérial, était une unité militaire de recherche bactériologique de l'Armée impériale japonaise. Officiellement, cette unité, dirigée par Shirō Ishii, se consacrait « à la prévention des épidémies et la purification de l'eau », mais, en réalité, elle effectuait des expérimentations sur des humains comme des vivisections sans anesthésie ou des recherches sur diverses maladies comme la peste, le typhus et le choléra en vue de les utiliser comme armes bactériologiques. Les expérimentations bactériologiques pratiquées au Mandchoukouo, notamment par largage aérien, ont fait entre 300 000 et 480 000 victimes. L'Unité 731 est reconnue responsable de crimes de guerre et crimes contre l'humanité. L'État japonais ne reconnaît son existence que depuis 2002.

## Un projet secret d'armement bactériologique
Implantée en 1936 à Pingfang, localité proche de la ville de Harbin au Mandchoukouo (actuelle province du Heilongjiang en république populaire de Chine), cette unité prit le relais de l'unité Tōgō (東郷部隊, Tōgō butai), construite en 1932 à Beiyinhe dans la municipalité de Wuchang.
Elle procédait à des expériences sur des prisonniers, dont des femmes et des enfants, en majorité coréens, chinois et russes fournis en grande majorité par la Kenpeitai, la police militaire. Avec l'expansion de l'Empire, d'autres unités furent notamment ajoutées dans des villes conquises comme Nankin (unité 1644), Pékin (unité 1855), Qiqihar (unité 516), Xinjing, Canton (unité 8604) et Singapour (unité 9420).
Les activités de l'unité étaient connues au plus haut niveau du gouvernement et des films sur les expérimentations ou les convois de prisonniers ont entre autres été montrés à Hideki Tōjō et au prince Takahito Mikasa, le plus jeune frère d'Hirohito, qui y fait référence dans son journal personnel. Le prince Tsuneyoshi Takeda, cousin de l'empereur, a également visité les installations en qualité d'officier de l'armée du Guandong.
Des armes bactériologiques produites par cette unité ont entre autres été utilisées sur ordre d'Hirohito contre les Soviétiques en 1939 et contre les Chinois de 1940 à 1945. Ces ordres étaient transmis par l'intermédiaire du chef d'état-major de l'Armée, en l'occurrence le prince Kotohito Kan'in ou les généraux Hajime Sugiyama et Yoshijirō Umezu.
Parmi les projets figure l'opération Cerisiers en fleurs dans la nuit. Finalisé le 26 mars 1945, il prévoit le lâchage sur la région de San Diego en Californie du Sud d'insectes porteurs de pathogènes tels que la peste depuis quinze Aichi M6A embarqués sur cinq sous-marins classe I-400 le 22 septembre 1945,,,.

## Les cobayes humains de Shirō Ishii

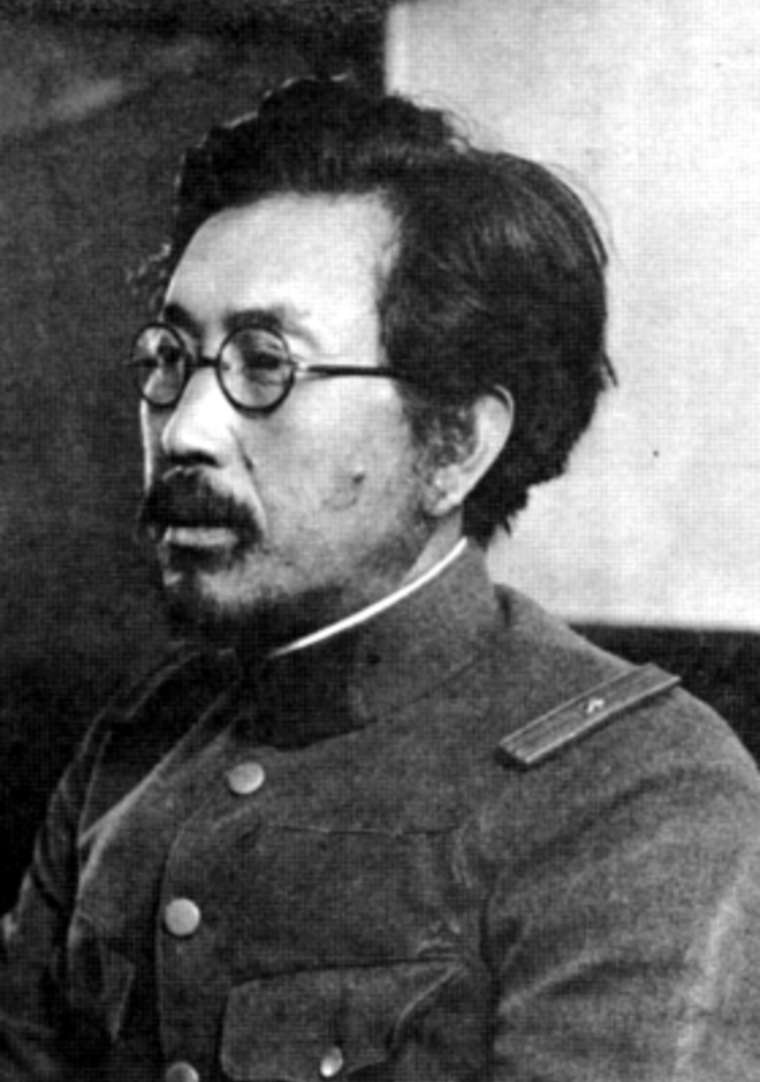
Shirō Ishii en 1932.

On estime que Shirō Ishii et son équipe commencèrent leurs expériences sur les humains en début d'année 1932. Les premiers cobayes étaient des prisonniers condamnés à mort et détenus à la prison d'Harbin ou des résistants capturés par la Kenpeitai (la police militaire japonaise). Par la suite, les victimes furent également des soldats chinois, des Russes communistes détenus dans le camp d'Hogoin, des intellectuels, des ouvriers coupables d'agitation ou simplement des individus soupçonnés de « déloyauté ».
La première unité de recherche de grande envergure, l'unité Tōgō, fut implantée à Beiyinhe, en banlieue sud d'Harbin en 1932. Son existence devint connue notamment en raison de l'évasion d'une douzaine de prisonniers chinois à l'automne 1934. À compter de 1936, avec la création de l'unité 731 à Pingfang et la destruction du site de Beiyinhe, les expérimentations s'étendirent aux femmes et aux enfants (à qui on distribuait le bacille du charbon mélangé au chocolat) puis, ultérieurement, aux prisonniers de guerre américains détenus au camp de Moukden.
Ces cobayes humains étaient appelés « maruta », ce qui, en japonais, signifie billot, bûche ou bille de bois. En effet, les paysans locaux croyaient que c'était à une gigantesque scierie qu'ils avaient affaire, et donc tous les cobayes amenés à Pingfang étaient, pour lesdits paysans, du bois. À leur arrivée à l'unité 731, on leur attribuait un numéro et ils n'étaient plus considérés comme des êtres humains. La plupart avaient entre vingt et quarante ans.
Dès 1933-1934, Shirō Ishii effectuait des expériences sur le choléra et la peste, en se servant de prisonniers. Déjà en 1935, des films étaient réalisés pour montrer le déroulement de ces expériences aux officiers supérieurs de l'état-major de l'armée du Guandong.
Trois mille personnes furent sacrifiées à Pingfang. Par un judas aménagé dans la porte d'acier de chaque cellule, les gardiens vérifiaient l'état des maruta enchaînés. Ils voyaient des membres pourris, des bouts d'os qui pointaient hors des chairs noires de nécrose. Certains prisonniers transpiraient, souffrant d’une fièvre atroce, se tordant et gémissant de douleur. D'autres avaient le corps gonflé, d'autres encore étaient squelettiques. Certains étaient couverts de blessures ouvertes ou de cloques.
Quand un détenu survivait à une expérience, il était soumis à une autre, jusqu'à ce qu'il finisse par mourir.
Deux cents prisonniers peuplaient ces cellules. Deux ou trois mouraient chaque jour. On se livrait à la vivisection de détenus. Certains furent bouillis vifs, d'autres brûlés au lance-flammes, d'autres congelés, d'autres subirent des transfusions de sang de cheval ou même d'eau de mer, d'autres ont été électrocutés, tués dans des centrifugeuses géantes, ou soumis à une exposition prolongée aux rayons X. Des détenus furent complètement déshydratés, c'est-à-dire momifiés vivants. On les desséchait jusqu'à ce qu'ils meurent et ne pèsent plus qu'un cinquième de leur poids normal. On étudiait également sur eux les effets du cyanure d'hydrogène, d'acétone et de potassium. Certains détenus étaient affamés et privés de sommeil, jusqu'à la mort. D'autres furent soumis à des expériences de décompression.
Selon certaines sources, plus de 10 000 hommes, femmes et enfants seraient morts dans les laboratoires. Selon les travaux publiés en 2002 par le Symposium International sur les Crimes de la Guerre Bactériologique, le nombre de personnes mortes en Chine à la suite des expérimentations et de l'usage des armes bactériologiques par l'Armée impériale japonaise s'élève à plus de 580 000.
Il est possible que les méthodes de l'Unité 731 aient été utilisées en Indonésie lors d'un essai raté de mise au point d'un vaccin contre le tétanos : 900 personnes moururent après avoir été vaccinées ; Achmad Mochtar fut exécuté pour ce crime le 3 juillet 1945 par l'armée japonaise d'occupation, mais sa mémoire a été réhabilitée par le gouvernement indonésien sous la présidence de Soeharto. Son exécution aurait servi à masquer un crime de guerre et les responsabilités du Japon.

### Viols et agressions sexuelles
Les prisonnières détenues dans l'unité 731 subissaient des grossesses forcées à des fins d'expérimentation. Les tortionnaires menaient des expériences sur la transmission de maladies de la mère à l'enfant, notamment la syphilis. Ils examinaient aussi la survie des fœtus et les lésions sur les organes féminins. Même si « de nombreux bébés sont nés en captivité », il n'existe aucun cas documenté de survivants à l'unité 731, y compris parmi les enfants. Il est probable que les enfants des prisonnières étaient assassinés après leur naissance ou que les grossesses faisaient l'objet d'un avortement.
Si les hommes prisonniers étaient en général victimes d'une expérience précise, pour ne pas risquer d'interférences dans les variables, les femmes prisonnières servaient parfois dans des expériences bactériologiques, physiologiques, sexuelles, et en tant que victimes d'agressions sexuelles.

## Fermeture du centre
Les 9 et 10 août 1945, après l'invasion de la Mandchourie et de la Corée par l'armée soviétique, l'armée japonaise de Kwantung a été prise de panique. Son commandant, le général Otozō Yamada, a ordonné la destruction des unités 731 et 100. Tous les maruta (cobayes) ont été tués et six cents travailleurs chinois locaux ont été exécutés à la mitrailleuse.
Shirō Ishii reçut l'ordre de détruire l'ensemble des bâtiments avant l'arrivée des Soviétiques. Une brigade de sapeurs a donc fait sauter le quartier général de Pingfang. Après avoir effacé les preuves de ce qui s'était passé, le personnel de Pingfang a été évacué en Corée, au sud de Séoul. Chacun avait reçu une dose de poison afin de pouvoir se suicider en cas de capture par les Soviétiques.
Une épidémie de peste suivit le départ des Japonais, provoquant la mort d'environ 20 000 Chinois. Au total, environ 400 000 personnes ont été tuées en raison des germes d'anthrax, de choléra ou de peste que les membres de l'unité 731 avaient répandus sur les villages aux alentours.
La saisie des plans des installations de recherche biologiques japonaises, en septembre 1945, en Mandchourie, marque un tournant dans le programme soviétique. Dès 1946, un nouveau complexe biologique militaire est établi à Sverdlovsk, d'après les plans japonais. À la fin des années 1950, des sites de recherche, tournés vers tous les aspects de la guerre biologique (militaires, agricoles...) parsemaient l'ensemble du territoire de l'URSS.
Au terme de la guerre, les membres de l'Unité 731 ont négocié avec le général Douglas MacArthur et les autorités américaines un pacte les soustrayant aux poursuites intentées par le Tribunal de Tokyo. En échange, les États-Unis ont reçu de Shirō Ishii l'ensemble des résultats des tests menés à l'unité 731, résultats qu'il avait conservés dans sa fuite ; il a ainsi bénéficié d'une totale impunité. Des membres de l'unité ont toutefois été condamnés par les Soviétiques lors d'un procès tenu à Khabarovsk en 1949,,.
Les participants à cette entreprise ont été sommés d'occulter toute mention concernant cette production et les connaissances expérimentales acquises durant l'après-guerre, sorte d'invitation à l'oubli. L'opinion publique n'en sut donc rien.

## Fin de l'occultation

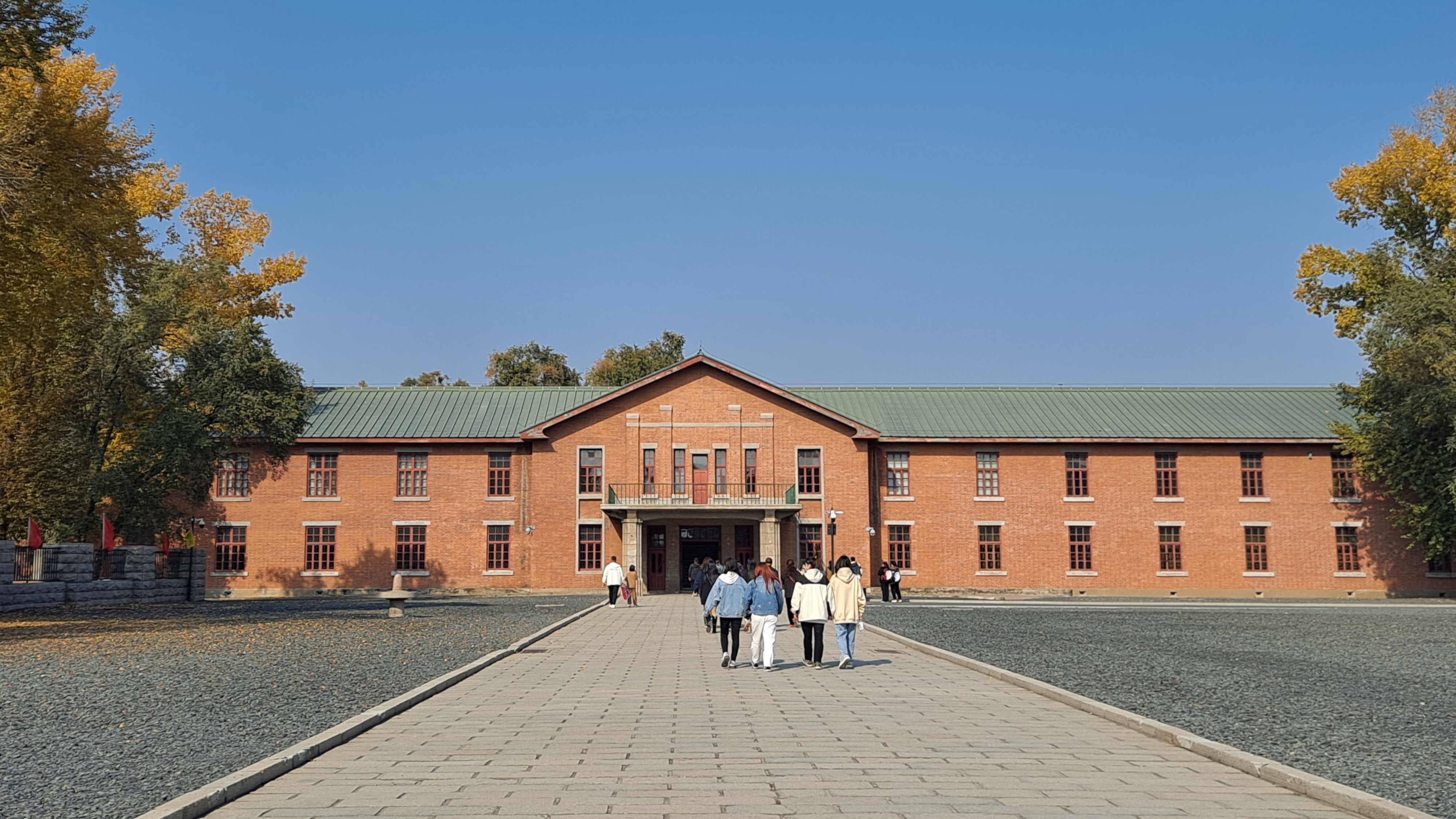
L'un des bâtiments de l'unité 731 est ouvert aux visiteurs.

En 1981, son existence est rendue publique par la publication d'un rapport scientifique suivi d'un best-seller intitulé Akuma no hōshoku (悪魔の飽食, « La goinfrerie du Diable ») écrit par Seiichi Morimura, mais il faut attendre 1984 pour que la véritable fonction de l’unité 731 soit découverte, dans toute son horreur, lorsqu'un étudiant découvrit un dossier ayant appartenu à un ancien militaire, lequel comportait des photos de prisonniers victimes du tétanos et des rapports médicaux explicites, chez un bouquiniste dans la banlieue de Tokyo.[réf. nécessaire]
En juillet 1989, des os humains sont découverts lors de fouilles près de l'Institut national des maladies infectieuses (国立感染症研究所, Kokuritsu kansenshō kenkyūjo), à proximité du parc Toyama (戸山公園, Toyama kōen) dans l'arrondissement de Shinjuku à Tokyo, sur le site de l'ancien Institut qui servait d'école médicale pour l'armée impériale durant la guerre,. Ces os sont alors soupçonnés d'être les restes de victimes chinoises liées à l'unité 731. En 1992, l'anthropologue Hajime Sakura étudie ces restes à la demande des autorités locales et conclut qu'ils appartiennent à plus de 62 personnes, la plupart d'origine mongoloïde, et présentent des traces d'opérations chirurgicales, notamment du cerveau.
À la suite de la décision en 1993 de la mairie d'arrondissement de brûler ces restes sans rechercher leur identité, des groupes de citoyens portent plainte, arguant que cette décision viole les conventions de Genève ; la mairie gagne ce procès en 2000. Cependant, le ministère de la Santé et des Affaires sociales japonais mène entre-temps son enquête sur près de 400 officiers liés à l'école médicale et conclut qu'aucune preuve ne permet de lier ces restes à l'unité 731. Les restes sont cependant conservés pour d'éventuelles nouvelles recherches. À partir de 2004, un groupe de résidents locaux et de savants demandent que soient pratiqués des examens complémentaires : analyse ADN et superposition d'images à partir de photos de prisonniers de guerre de l'unité 731, sans succès,.
En 1997 et 1999, 180 Chinois et Coréens demandent réparation à la justice japonaise : dix millions de yens par personne et des excuses du gouvernement. En 1997, Yoshio Shinozuka, soldat japonais ayant servi dans cette unité, témoigna lors de ce procès : "J'étais membre de l'Unité 731 et j'ai fait ce qu'aucun être humain ne devrait jamais faire".
Ce même Yoshio Shinozuka voulut en 1998 prononcer un discours lors d'une conférence sur la paix aux États-Unis et au Canada. Cependant, les administrations gouvernementales lui ont refusé l'entrée du pays en prétendant que c'était parce qu'il avait été un criminel de guerre.
Le 27 août 2002, un tribunal japonais reconnaît l'existence de cette unité et leur activité, mais dédouane le gouvernement de futures compensations, les traités internationaux ayant déjà réglé les questions de réparations d'après-guerre. Ce jugement est confirmé en 2005 par la Haute Cour. Le Japon a également implicitement reconnu l'utilisation d'armes chimiques lors de la guerre en participant au démantèlement d'anciens stocks de bombes toujours enfouis en Chine, notamment à Canton.
La même année, une ancienne infirmière, Toyo Ishii, déclare avoir participé à l'inhumation de cadavres à proximité de l'ancienne école médicale près du parc Toyama à Tokyo, avant l'arrivée de l'armée américaine à la suite de la capitulation du Japon en août 1945. Le ministère de la Santé japonais décide alors de lancer de nouvelles fouilles qui débutent en février 2011 après le relogement des résidents et la démolition des bâtiments situés sur ce terrain de 3 000 m2.
En 2007, Ken Yuasa, médecin ayant pratiqué de 1942 à 1945 des vivisections dans un hôpital militaire du Shanxi, affirmait qu'au moins 1 000 Japonais, incluant des médecins, ont participé à des vivisections en Chine : « J'avais peur lors de ma première vivisection ; mais la deuxième fois, c'était beaucoup plus facile. À la troisième reprise, j'étais prêt à la faire de bon cœur ».
En 2018, on a annoncé que le service national des archives du Japon possédait une liste des membres de l’Unité 731 avec les noms de 3 607 personnes, dont 52 médecins militaires, 49 ingénieurs, 38 infirmières et 1 117 auxiliaires. La même année, un groupe de savants japonais demande à l’université de Kyoto qu'elle révoque un doctorat de mai 1945, probablement réalisé en exploitant des données médicales récoltées par un médecin militaire lors d’expériences sur des humains.
En 2023, Seiya Matsuno, chercheur à l’université Meiji Gakuin, découvre aux archives nationales du Japon une liste de 97 noms et grades des membres de l'Unité 731 en août 1940.
En 2023, l’Unité 731 reste un objet de controverses et de débats, entre d’un côté les partisans d'une exposition claire des témoignages et documents, et de l’autre, les personnes ne souhaitant pas se concentrer sur les côtés négatifs de l'histoire du Japon.

## Postérité

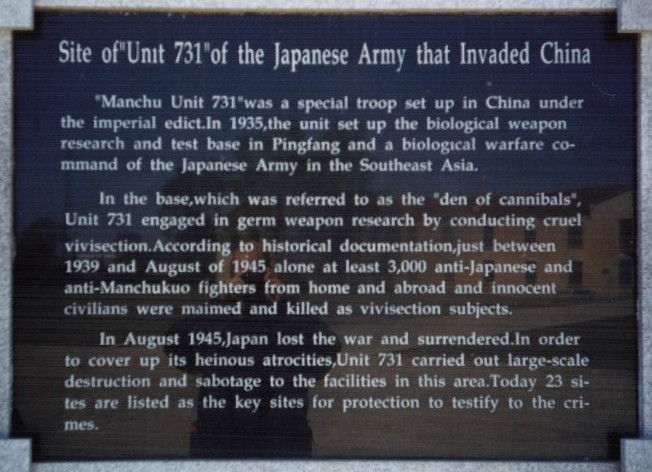
Plaque commémorative.

### Documentaires
- La série documentaire Ma no 731 butai qui cherchait des témoignages d'anciens militaires japonais a été diffusée sur la chaîne TBS en 1975 et 1976.
- Un documentaire de Serge Viallet, Kizu, les fantômes de l'unité 731, a été réalisé en 2004. Il s'agit d'une enquête au Japon, montrant des témoignages d'anciens militaires japonais, a été diffusée sur France 2 le 29 juillet 2005.
- Les héritiers du Docteur Mengele (2009) documentaire allemand de Dirk Pohlmann passé sur Arte le mardi 18 mai 2010 à 10h50
- Un documentaire de la série World Justice, Unit 731, Nightmare in Manchuria, raconte l'historique de l'unité avec des témoignages d'anciens membres ayant participé à des expérimentations[27].
- Le documentaire Le Japon sous les décombres (2005), de Serge Viallet, produit et diffusé sur Arte, donne le témoignage de Yoshio Shinozuka (à partir de 43:00)[28].

### Œuvres de fiction
- Le film d'horreur chinois Camp 731 (titre anglais international : Men behind the sun) réalisé en 1988 par Tun Fei Mou, porte sur les expérimentations de l'unité de Shirō Ishii.
- Le film russo-américain Philosophy of a Knife d'une durée de 4 h retraçant les expériences et tortures infligées par l'unité 731.
- La série télévisée canadienne ReGenesis parle des expériences sur l'anthrax de l'unité 731 dans l'épisode 9 de la saison 3 Souvenirs de la guerre.
- Le manhua Maruta 454 (2010) traite de l'évasion d'une douzaine de prisonniers chinois de l'unité Tōgō (la forteresse de Zhongma), en 1934.
- Une œuvre de fiction de Romain Slocombe (La Crucifixion en jaune, tome 3 : Averse d'automne) porte en partie sur les agissements de l'unité 731.
- Le groupe de thrash metal Slayer évoque les atrocités de l'Unité 731 dans leur titre Unit 731 (2009, album World Painted Blood).
- Le projet parallèle néo-classique et dark ambient Cogito du compositeur et écrivain Laine Gebel rend hommage aux personnes victimes des expériences de l'Unité 731 dans son premier album Présence illusoire (2001) avec le titre martial au sombre poème Unité 731. Ce titre figure aussi dans un album promotionnel, 3 projets (2000), qui regroupe les trois projets du compositeur : Ex nihilo, Cicérone et Cogito.
- Le chanteur Bruce Dickinson a écrit une chanson sur le sujet nommée The Breeding House (album Balls To Picasso).
- L'écrivain David S. Khara, dans son roman Le Projet Shiro, utilise les expériences de l'unité 731 en trame pour sa fiction.
- La Section 31 de Star Trek: Enterprise et Star Trek: Deep Space Nine fut nommée en référence à l'unité 731.
- Dans le tome 13 du manga Deadman Wonderland on découvre que le nom originel du héros Ganta Igarachi était Maruta car il était destiné à des expériences biologiques illégales ce qui fait référence au nom donné aux prisonniers de l'unité 731.
- Il est fait référence à la section 731 et aux expériences qui lui sont liées, dans les épisodes 9 et 10 de la troisième saison de X-Files intitulés Monstres d'utilité publique.
- Dans la série Warehouse 13, un des artefacts est la médaille du commandant Shirō Ishii et provoque une sensation de noyade.
- L'écrivain David Peace, dans ses romans Tokyo, année zéro et Tokyo, ville occupée, évoque l'unité 731 et la protection accordée à ses membres par le gouvernement américain à la fin de la Seconde Guerre mondiale.
- Le romancier Clive Cussler dans son roman Croisière fatale évoque l'unité 731.
- Dans le roman L'Homme qui mit fin à l'histoire de Ken Liu, un procédé permettant de retourner dans le passé permet à un groupe de scientifiques de révéler les expériences menées par l'unité 731.
- Le roman Influenza d'Éric Marchal mentionne l'unité 731 et spécifiquement l'unité 1644 de Nankin.
- L'ouvrage Kwaï de Vincent Hein décrit l'unité 731 dans son chapitre XIII.
- Dans la campagne Les 5 supplices du jeu de rôles L'Appel de Cthulhu, l'unité Tōgō (東郷部隊, Tōgō butai?) et Shirō Ishii sont évoqués largement (livret 4).
- Dans la bande dessinée Black Sands - Unité 731, parue chez l'éditeur Rue de Sèvres, en 2016.
- Dans la bande dessinée Block 109, tome 6, du dessinateur Ronan Toulhoat et du scénariste Vincent Brugeas, la digression uchronique prend pour sujet la sinistre Unité 731 qui durant la guerre sino–japonaise se livra à diverses expérimentations pseudo-médicales sur la population de Mandchourie.
- Le film Les Amants sacrifiés de Kiyoshi Kurosawa, sorti en 2020, voit ses personnages principaux tenter de rendre publiques les expériences menées au sein de l'unité 731 (qui est indirectement nommée).
- La série de fiction La Créature de Kyŏngsŏng sortie en 2023, disponible sur la plateforme Netflix.
- La série de fantasy La guerre du pavot (The Poppy Wars en version originale) de l'autrice sino-américain R.F. Kuang décrit un laboratoire fictif d'expérimentations dirigé par un personnage dénommé Shiro, faisant référence respectivement à l'unité 731 et au Dr. Shiro Ishii.